# اشترناخ (کانتون)
ایالت اشترناخ (به لاتین: Echternach Canton) ایالتی در کشور لوکزامبورگ است که در Grevenmacher District واقع شده‌است.

## خصوصیات
اشترناخ ۱۸۵٫۵۴ کیلومترمربع مساحت و ۱۴٬۵۸۸ نفر جمعیت دارد.